# Пищур, Александр Витальевич
Алекса́ндр Вита́льевич Пи́щур (укр. Олександр Віталійович Пищур; род. 26 января 1981, Чернигов) — украинский футболист и тренер. С лета 2018 года возглавляет юношескую команду черниговской «Десны».

## Карьера

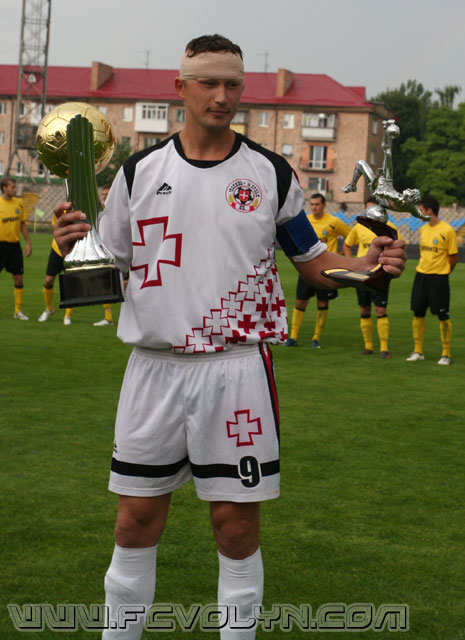
Пищур с призами лучшего игрока и бомбардира Первой лиги 2008/09

Выступал за белорусский «Днепр-Трансмаш», позже за харьковский «Металлист». Летом 2004 года перешёл в полтавский клуб «Ворскла-Нефтегаз». В Высшей лиге дебютировал 15 июля 2004 года в матче против киевского «Арсенала» (3:0).
В зимние межсезонье 2005 года перешёл в ужгородское «Закарпатье». В сентябре 2006 года перешёл в луцкую «Волынь». В июле 2006 года перешёл в луганскую «Зарю», а летом 2007 года вернулся в луцкую «Волынь». В команде сразу стал основным игроком, а в сезоне 2008/09 стал лучшим бомбардиром Первой лиги, забил 22 мяча, а также лучшим игроком сезона. Всего за «Волынь» сыграл 98 матчей и забил 44 гола.
В сентябре 2009 года перешёл в словацкий «Ружомберок». В команде дебютировал 26 сентября 2009 года в матче против клуба «Татран». 3 октября 2009 года в матче против «Дубницы» (1:2) Пищур отметился двумя забитыми голами. В конце сезона 2010 вернулся из Словакии в «Волынь» и в 6 матчах забил 5 мячей.
18 января 2011 года Александр отправился на просмотр в харьковский «Металлист» на сбор в ОАЭ, вместе с одноклубником Вячеславом Шарпаром. В августе 2011 года подписал контракт с «Таврией» до конца года. Контракт был расторгнут досрочно, в ноябре, «по обоюдному согласию сторон». В 2012 году выступал в Первой лиге за киевскую «Оболонь».
В начале 2013 года прошёл учебно-тренировочные сборы с узбекским «Бунёдкором» и подписал с клубом контракт сроком на один год. 21 июня 2013 года в поединке 11 тура чемпионата Узбекистана против бекабадского «Металлурга» улучшил свой показатель по забитым мячам в зарубежных командах, доведя его до 0,68 гола за матч. Ранее в его карьере были такие показатели как 12 голов в 23 поединках (0,52 гола за матч) в словацком «Ружомбероке» и 13 голов в 28 поединках (0,46 гола за матч) за могилёвский «Днепр-Трансмаш». 5 августа 2013 года в матче 14 тура чемпионата Узбекистана против «Локомотива» (Ташкент) забил 50-й гол в своей зарубежной карьере.
Вместе с командой выиграл чемпионат, Кубок и Суперкубок Узбекистана, с 19 мячами стал лучшим бомбардиром лиги. Принимал участие в Лиге чемпионов Азии, в которой «Бунёдкор» стал победителем группового турнира.
Сезон 2015 года провёл, играя за казахстанский клуб «Тараз». В январе 2016 года перешёл в узбекский «Навбахор». В июле 2016 года вернулся в «Тараз».
В январе 2017 года находился на сборах с черниговской «Десной». Но, в феврале 2017 года перешёл в узбекский клуб «Шуртан».
Вторую половину 2017 года играл в составе луцкой «Волыни», которую покинул в ноябре того же года. Летом 2018 года занял должность тренера юношеской команды «Десны» в Премьер-лиге.
На данное время[какое?] в активе нападающего 418 матчей и 145 голов, проведённых на клубном уровне в официальных турнирах разного ранга.

## Стиль игры
Высокий, мощный, с таранной манерой игры форвард. В основном играет на позиции центрального нападающего. С завидным постоянством выигрывая дуэли у защитников на «втором этаже», после чего от его точных ударов головой мячи нередко влетают в ворота соперников.— Виктор Хохлюк, «Голеадоры». 2012 год.

## Достижения

### Командные
- Чемпион Узбекистана: 2013
- Обладатель Кубка Узбекистана: 2013
- Обладатель Суперкубка Узбекистана: 2014[16]
- Серебряный призёр Первой лиги Украины: 2003/04

### Личные
- Лучший бомбардир Высшей лиги Узбекистана: 2013 (19 голов)[17]
- Лучший бомбардир Первой лиги Украины: 2008/09
- Лучший игрок Первой лиги Украины: 2008/09[18]
- Кандидат в члены символического Клуба бомбардиров имени «Олега Блохина» — забил 96 голов[19].
- Кандидат в члены символического Олега Протасова — 83 гола[20].

## Семья
Супруга — Виктория. Воспитывает трёх детей — Алину, Александра и Анастасию.